# Hannah és nővérei
A Hannah és nővérei Woody Allen 1986-os amerikai vígjátéka, amely egy nagy család tagjainak egymásba gabalyodó történeteit meséli el két év időtartamban, amely egy hálaadási vacsorával kezdődik és azzal is végződik.  A filmet Woody Allen írta és rendezte, maga is játszik benne olyan sztárokkal, mint Mia Farrow (Hannah), Michael Caine (Hannah férje), Barbara Hershey és Dianne Wiest (Hannah nővérei).
A film szereplői között van még Carrie Fisher, Maureen O'Sullivan, Lloyd Nolan, Max von Sydow, és Julie Kavner. Daniel, Richard Jenkins, Fred Melamed, Lewis Black, Joanna Gleason, John Turturro, és Julia Louis-Dreyfus, mindannyian kisebb szerepekben, csakúgy, mint Tony Roberts és Sam Waterston, akik nem szerepelnek a film hivatalos stáblistáján, azaz úgynevezett cameo szereplők. Mia Farrow több gyermeke is játszik benne, részben hivatalosan, részben a stáblistán kívül – köztük a még kisgyermek Soon-Yi Previn, aki utóbb Woody Allen felesége lett – a hálaadási ünnepségek jeleneteiben.
Ez a film volt hosszú ideig Allen legnagyobb bevételt produkáló alkotása, az inflációt nem számítva bruttó 41 millió dolláros észak-amerikai bevételeivel. Az inflációt figyelembe véve azonban lemarad az Annie Hall és a Manhattan mögött, és talán még egy vagy két korábbi vígjátéka mögött is. Az Éjfélkor Párizsban árbevételével nemrég lehagyta a Hannah és nővéreit. A Hannah és nővérei elnyerte a legjobb eredeti forgatókönyvért járó Oscar-díjat, a legjobb férfi mellékszerelőnek járó Oscar-díjat és a legjobb női mellékszerelőnek járó Oscar-díjat.

## Cselekmény
|  | Alább a cselekmény részletei következnek! |

A történet három fő szálon fut, ezek mindegyike szinte teljes egészében kétéves időszakot ölel fel, amely egy-egy hálaadási vacsorával kezdődik és zárul, amit Hannah (Mia Farrow) és férje, Elliot (Michael Caine) rendeznek. Hannah a történet rendíthetetlen középpontja, az ő saját története, mint sikeres színésznőé (legutóbb éppen a Ibsen Nórájában) némileg másodrangú, de a film legtöbb történése mégis hozzá kapcsolódik.
Az Elliot és Hannah egyik nővére, Lee (Barbara Hershey) közötti házasságtörő kapcsolat szolgáltatja a film fő érzelmi konfliktusát. Elliot ezt a felesége önelégültségének és annak tulajdonítja, hogy felesége érzelmileg nagyon rideg. Lee öt éve él a magányos művésszel, Frederickkel (Max von Sydow), aki sokkal idősebb nála. A nő Frederickkel fenntartott kapcsolatát már nem tartja intellektuálisan és szexuálisan érdekesnek, annak ellenére, hogy (vagy talán éppen azért, mert) Frederick állandóan okítja őt. Elhagyja Fredericket, aki nagyon megbántódik, miután (intuíció útján) megtudja Lee viszonyát Elliottal. Az első és második hálaadási ünnep között eltelő év hátralévő részében Elliot és Lee folytatják viszonyukat, annak ellenére, hogy Elliot képtelen felbontani a házasságát Hannah-val. Lee végül a második hálaadási vacsorán véget vet a viszonyuknak, arra hivatkozva, hogy eleget várt, hogy a férfi végre kötelezze el magát, és közben megismerkedett valakivel.
Mickey (Woody Allen), mint Hannah korábbi férje és Holly lehetséges férje, leginkább a fő történetszálon kívül jelenik meg. Az összes jelenet, ami a fő történetszál kétéves időszakán kívül játszódik, visszatekintés Mickey és Hannah korábbi házasságára, Hannah és Mickey küzdelmére a terméketlenség ellen, majd későbbi papapótló szerepére, amelyet Hannah gyermekeinél töltött be, illetve az első randevújára Hannah nővérével Hollyval (Dianne Wiest). A fenti flashback jelenetek mellett Mickey a fő történetszál idejében hipochondriájával küzd, szakmai és alkotói válságba kerül a televíziónál, majd egy egzisztenciális válságba, amely oda vezet, hogy sikertelenül kísérletezik áttérni a katolikus vallásra, majd próbálkozik a Krisna-tudattal is. Végül egy sikertelen öngyilkossági kísérlet után megtalálja élete értelmét miután egy moziban megnézi a Marx fivérek Kacsaleves című filmjét (amelyből a vicces hadüzenet-jelenetet láthatjuk). Az a felfedezés, hogy az életet élvezni kell és nem megérteni, segít neki felkészülni második randevújára Hollyval, amely ezúttal jobban sikerül és gyorsan (és főleg a kamerán kívül) szerelemhez és házassághoz vezet.
Holly története a film harmadik fő szála. Volt kokainfüggő, akit a film úgy ábrázol, mint a három nővér közül a legbizonytalanabb és legtehetségtelenebb, sikertelen színésznő, aki egyik karrierálmából sodródik a másikba. Miután kölcsönt kér Hannah-tól, vendéglátó üzletbe kezd Aprillel (Carrie Fisher), aki a barátnője és színésztársa. Holly és April Broadway musicalek meghallgatásán egymás riválisai lesznek, de nemcsak itt, hanem mindketten ugyanahhoz az építészhez vonzódnak (Sam Waterston). Holly feladja a vendéglátó üzletet, miután a románca az építésszel kudarcba fullad, és elhatározza, hogy megpróbál írni. A karrierváltás miatt újra kénytelen kölcsönkérni Hannah-tól, az ebből eredő függőségi viszonyt Hannah talán élvezi, de Holly utálja. Ír egy forgatókönyvet, amelyet Hannah és Elliot kapcsolata ihletett, és amely rendkívül feldühíti Hannah-t. Az utalásokból az derül ki, hogy a könyv nagy része Hannah és Elliot házasságainak részleteit teregeti ki, amelyek Lee-n keresztül jutottak Holly tudomására (persze eredetileg Elliottól). Noha ezzel azt kockáztatja, hogy kiderül Elliot és Lee viszonya, Elliot mégis tagadja, hogy ilyen részleteket mesélt volna el. Holly ekkor Hannah ellenkezése láttán félreteszi a könyvét és helyette a saját életéről ír egy történetet, amelyet Mickey elolvas és nagyon nagyra értékel, megígéri neki, hogy segíti kiadni, és ez vezet a második randevújukhoz.
A film egy kevésbé jelentős történetszála Norma és Evan történetének egy része (akiket Maureen O'Sullivan, Mia Farrow való életbeli édesanyja, és Lloyd Nolan alakít, akik 20 évvel korábban már együtt játszottak a Never Too Late (Sosem túl késő) című filmben). Ők Hannah és két nővérének szülei és még mindig aktív színészek. Az ő viharos házasságuk Norma alkoholizmusa és állítólagos szerelmi viszonyai körül forog, de ennek ellenére a sokéves kötelék közöttük nyilvánvalóvá válik, ahogy Evan udvarló anekdotákat mesél Normáról, miközben a zongorán játszik a hálaadási vacsorán.
A filmben a harmadik hálaadási ünnephez érve Lee már hozzáment valakihez, akit a Columbia Egyetemen ismert meg, közben Hannah és Elliot rendbe hozták házasságukat. A film utolsó jelenetéből kiderül, hogy Holly hozzáment Mickeyhez és gyermeket várnak.
A film szerkezetének és hátterének egy részét Woody Allen Ingmar Bergman Fanny és Alexander-jéből vette kölcsön. Mindkét filmben nagy család jön össze három egymást követő évben ugyanarra az ünnepre (Allennél a hálaadásra, Bergmannál karácsonyra). Az első ünnep idején mindenki nyugodt, elégedett, a második idején történnek a bajok, és a harmadik azt mutatja be, hogyan rendeződtek ezek a bajok. Amikor Mickey tükörképe hirtelen megjelenik Holly-é mögött a zárójelenetben, az is hasonlít arra, mint amikor Bergmannál a püspök szelleme megjelenik Alexander mögött.
|  | Itt a vége a cselekmény részletezésének! |

## Szereplők
| Színész             | Szerep       | Magyar hang        | Magyar hang     |
| Színész             | Szerep       | 1. szinkron        | 2. szinkron     |
| ------------------- | ------------ | ------------------ | --------------- |
| Woody Allen         | Mickey Sachs | Kern András        | Kern András     |
| Michael Caine       | Elliot       | Ujréti László      | Ujréti László   |
| Mia Farrow          | Hannah       | Kútvölgyi Erzsébet | Fehér Anna      |
| Carrie Fisher       | April        | Simon Mari         | Györgyi Anna    |
| Barbara Hershey     | Lee          | Kovács Nóra        | Kéri Kitty      |
| Lloyd Nolan         | Evan         | Verebes Károly     | Makay Sándor    |
| Maureen O'Sullivan  | Norma        | Pásztor Erzsi      | Pásztor Erzsi   |
| Daniel Stern        | Dusty        | Rátóti Zoltán      |                 |
| Max von Sydow       | Frederick    | Lőte Attila        | Máté Gábor      |
| Dianne Wiest        | Holly        | Szegedi Erika      | Igó Éva         |
| Lewis Black         | Paul         | Kerekes József     |                 |
| Julia Louis-Dreyfus | Mary         | Farkas Zsuzsa      | Roatis Andrea   |
| Christian Clemenson | Larry        | Hankó Attila       |                 |
| Julie Kavner        | Gail         | Málnai Zsuzsa      | Simorjay Emese  |
| J. T. Walsh         | Ed Smythe    | Kovács István      |                 |
| John Turturro       | író          |                    |                 |
| Rusty Magee         | Ron          | Dengyel Iván       |                 |
| Richard Jenkins     | Dr. Wilkes   | Gáti Oszkár        | Koncz István    |
| Fred Melamed        | Dr. Grey     | Kránitz Lajos      | Uri István      |
| Benno Schmidt       | Dr. Smith    | Koroknay Géza      | Kőszegi Ákos    |
| Joanna Gleason      | Carol        | Detre Annamária    | Závodszky Noémi |
| Bobby Short         | önmaga       |                    |                 |
| Sam Waterston       | David        | Dunai Tamás        | Rátóti Zoltán   |

## Fogadtatás

### Bevételek
A Hannah és nővérei 1986. február 7-én került az amerikai mozikba, egyszerre 54 színházban volt a premier és első hétvégéjén csillagászati, 1.265.826 dolláros (23.441 $/mozi) bevételt hozott.  Amikor március 14-én 761 filmszínházban kezdték játszani, már kevésbé látványos 2.707.966 dolláros (3809 $/mozi) bevételt produkált. Összességében 40.084.041 dollár bevétele volt az USA-ban (a rákövetkező évben újra elkezdték játszani a mozikban), és a mai napig az egyik legnagyobb bevételű Woody Allen-film.
Az 1986-os cannes-i filmfesztiválon versenyen kívül bemutatták a filmet.

### Kritikai fogadtatás, díjak, elismerések
A Hannah és nővérei 93%-os értékeléssel rendelkezik a Rotten Tomatoes-nál és 8,4/10-es átlaggal 42 kritikus véleménye alapján. A Metacritic weboldalon 90/100 a súlyozott átlaga, ami azt jelenti, hogy "általános kritikusi elismerésben" részesült. A filmet hét kategóriában jelölték az Oscar-díjra, közöttük a legjobb film díjára is. Woody Allen két Oscar-jelölést is kapott: a legjobb forgatókönyvért – ezt meg is nyerte – és a legjobb rendezésért. Ezenkívül a filmen végzett munkáját a BAFTA is két díjjal jutalmazta.
Michael Caine és Dianne Wiest elnyerték a a legjobb férfi mellékszerelőnek járó Oscar-díjat és a legjobb női mellékszerelőnek járó Oscar-díjat, Elliot és Holly alakításáért. A Hannah és nővérei volt sokáig az utolsó film, amely mindkét mellékszereplői díjat elvitte, egészen a 2011-es A harcos-ig. Az Oscaron ezenkívül még a legjobb látványtervezés – művészeti rendezés és a legjobb vágás kategóriákban jelölték.
Franciaországban a filmet jelölték a legjobb külföldi film César-díjára.
A híres amerikai tévésorozatban a Siskel & Ebertben mindkét neves kritikus 1986 három legjobb filmje közé sorolta a Hannah és nővéreit; Ebert 1986-os kritikájában azt mondta, hogy "az a legjobb film, amit [Woody Allen] valaha készített." Vincent Canby, a The New York Times-tól nagyon dicsérően beszélt a filmről, egészen odáig ment, hogy: "a film új mércét állít mind Mr. Allen, mind az összes többi amerikai filmalkotó elé."
Az Amerikai Filmintézet jelölte a filmet az AFI Minden idők 100 legjobb amerikai filmje listájára, valamint a 100 legjobb vígjáték és a 100 legjobb szerelmi történet listákra.

## Fordítás
- Ez a szócikk részben vagy egészben  a   Hannah and Her Sisters című angol Wikipédia-szócikk ezen változatának fordításán alapul.  Az eredeti cikk szerkesztőit annak laptörténete sorolja fel. Ez a jelzés csupán a megfogalmazás eredetét és a szerzői jogokat jelzi, nem szolgál a cikkben szereplő információk forrásmegjelöléseként.